# Ruth Neudeck
Ruth Neudeck (Breslavia, 5 luglio 1920 – Hameln, 29 luglio 1948) è stata una militare tedesca, guardia delle Schutzstaffel in un campo di concentramento nazista dal dicembre 1944 al marzo 1945.
È stata condannata e giustiziata per crimini di guerra.

## Biografia
Nacque a Breslavia. Dopo il matrimonio acquisì il cognome Closius-Neudeck.

### Atrocità nei campi di concentramento nazisti
Nel luglio 1944 arrivò al campo di concentramento di Ravensbrück per iniziare l'addestramento come guardia del campo. Fin da subito impressionò i suoi superiori per la sua brutalità nei confronti delle detenute, atteggiamento che la portò a essere promossa al grado di Blockführerin alla fine del luglio 1944.
Nel campo di Ravensbrück fu nota per essere una delle guardie femminili più spietate verso i detenuti. Dopo la guerra, l'ex prigioniera francese Geneviève de Gaulle-Anthonioz riferì di aver visto Ruth "tagliare la gola a un detenuto con la sua pala".
Nel dicembre 1944 fu promossa al grado di Oberaufseherin e trasferita al complesso di sterminio di Uckermark, dove si occupò della selezione e dell'esecuzione di oltre 5.000 donne e bambini. Nel marzo 1945, divenne capo del sottocampo di Barth.

### Cattura, processo ed esecuzione
Ad aprile del 1945 fuggì dal campo, in seguito fu catturata e detenuta in prigione mentre l'esercito britannico indagava sulle accuse mosse a suo carico. Nell'aprile 1948, fu processata al terzo processo di Ravensbrück, insieme ad altre donne SS dove ammise le accuse di omicidio e di maltrattamenti mosse contro di lei.
Il tribunale britannico la dichiarò colpevole di crimini di guerra e la condannò a morte per impiccagione. Il 29 luglio 1948 fu giustiziata dal boia britannico Albert Pierrepoint nella prigione di Hamelin.